# Космати-Борек
Космати-Борек (пол. Kosmaty Borek) — село в Польщі, у гміні Чарна-Білостоцька Білостоцького повіту Підляського воєводства.
Населення — 91 особа (2011).
У 1975-1998 роках село належало до Білостоцького воєводства.

## Демографія
Демографічна структура станом на 31 березня 2011 року:
|          | Загалом | Допрацездатний вік | Працездатний вік | Постпрацездатний вік |
| -------- | ------- | ------------------ | ---------------- | -------------------- |
| Чоловіки | 51      | 11                 | 30               | 10                   |
| Жінки    | 40      | 8                  | 16               | 16                   |
| Разом    | 91      | 19                 | 46               | 26                   |